# Antonín Novotný (pallanuotista)
Antonín Novotný (Praga, 24 novembre 1900 – Praga, 25 marzo 1962) è stato un nuotatore e pallanuotista cecoslovacco.
È stato un membro della Cecoslovacchia che ha partecipato ai Giochi di Anversa 1920.